# Distichodus niloticus
Distichodus niloticus és una espècie de peix de la família dels citarínids i de l'ordre dels caraciformes.

## Morfologia
- Els mascles poden assolir 83 cm de longitud total i 6.200 g de pes.[4][5]

## Reproducció
És ovípar.

## Hàbitat
És un peix d'aigua dolça i de clima tropical.

## Distribució geogràfica
Es troba a Àfrica: riu Nil i llac Turkana.